# Elizabeth Gould

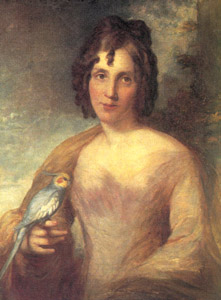
Elizabeth Gould med en nymfparakit.

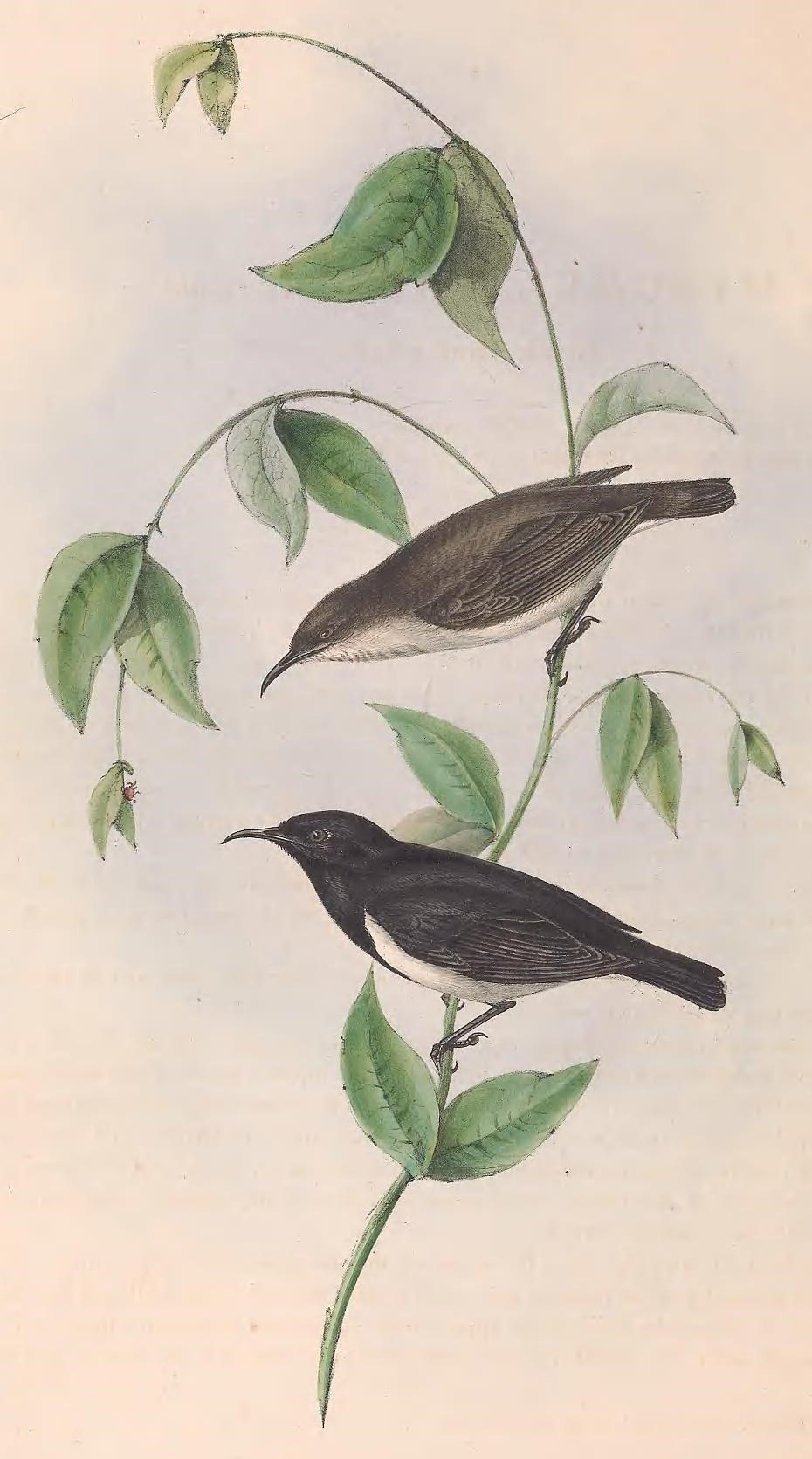
Litografi av svartvit honungsfågel, efter illustration av Elizabeth Gould.

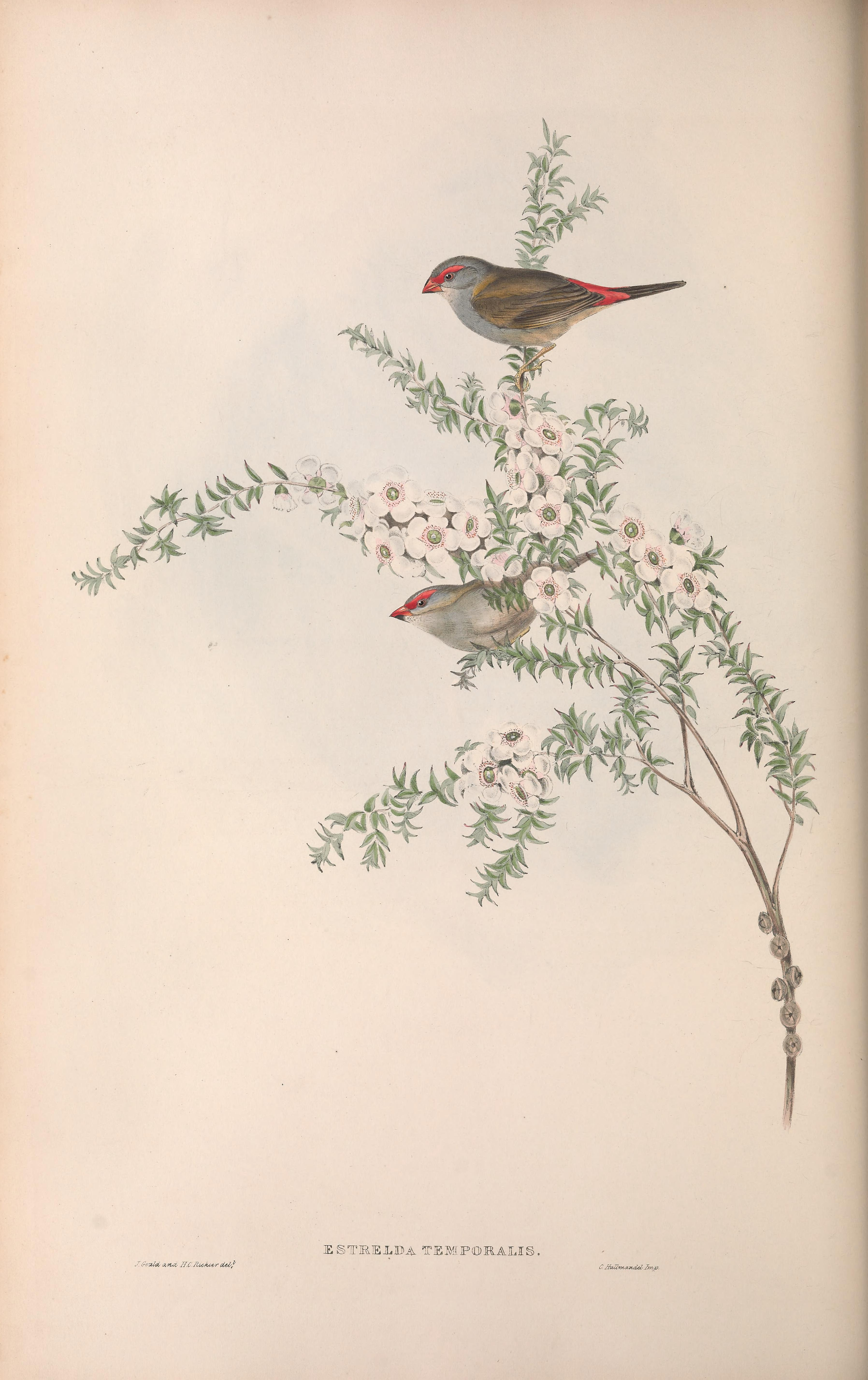
Litografi av rödbrynad astrild, efter illustration av Elizabeth Gould.

Elizabeth Gould, född Coxen, den 18 juli 1804, död 15 augusti 1841, var en brittisk konstnär och illustratör, gift med naturvetaren John Gould, känd för att ha skapat många illustrationer till hans bokverk.

## Biografi
Elizabeth föddes i Ramsgate i England som Elisabeth Coxen. Hon gifte sig med John Gould i januari 1829 och han uppmuntrade henne att lära sig att trycka litografier, bland annat var hon elev till Goulds samarbetspartner Edward Lear. På detta sätt kom hon att skapa illustrationer utifrån Johns skisser och teckningar. Hon skapade mer än 600 litografier av Lears teckningar, som förekommer i böckerna:
- A Century of Birds from the Himalaya Mountains (1831 och 1832)
- The Birds of Europe (1832–37)
- A Monograph of the Ramphastidae, or Family of Toucans (1834)
- A Monograph of the Trogonidae (1835–38)
- A Synopsis of the Birds of Australia (1837–38)
- The Birds of Australia (1837–38)
- Icones Avium (1837–38)

Hennes tidiga illustrationer har beskrivits som stela, och trots att hennes teknik förfinades så fortsatte hennes kompositioner att vara ganska formella.
Paret Gould och deras äldsta barn, av de fyra som överlevt, reste 1838 till Australien. Hon tillbringade där mycket av tiden i Hobart, som gäst hos Jane Franklin. Medan John reste runt i landet och insamlade specimen, tecknade och målade hon delar av hans samling. Henne bror Charles Coxen emigrerade också till Australien. Han och hans fru Elizabeth Coxen var också intresserade av naturvetenskap och medlemmar i Queensland Philosophical Society.
Elizabeth skapade hundratals teckningar utifrån specimen för böckerna Birds of Australia, A Monograph of the Macropodidæ och Family of Kangaroos, men även illustrationer för ornitologiska publikationer, som Charles Darwins Zoology of the Voyage of HMS Beagle.
Under tiden i Australien blev hon gravid med en son som föddes 1840 detta sitt åttonde barn när de återvänt till England. Hon dog kort därefter.
Teckningarna hon producerade i Australien gjordes till litografier av H. C. Richter och publicerades under hans namn. Detta medförde att hennes rykte och betydelse nästan helt förminskades och hon hamnade i skuggan av sin man.
Hennes liv skildrades i The Story of Elizabeth Gould som publicerades 1944, skriven av Alec Chisholm. Mycket lite var känt om hennes fram till 1938 då en samling av hennes brev från Australien återupptäcktes.
Både regnbågsamadin (Chloebia gouldiae) och blåsmyckad solfågel (Aethopyga gouldiae) är namngivna efter henne.